# Marie-Josée Ta Lou-Smith
Marie-Josée Ta Lou-Smith (* 18. November 1988 in Bouaflé als Marie-Josée Ta Lou) ist eine ivorische Leichtathletin, die sich auf den Sprint spezialisiert hat. Sie ist Inhaberin des Afrikarekordes im 100-Meter-Lauf und gewann drei Medaillen bei Weltmeisterschaften im Freien sowie eine Medaille bei Hallenmeisterschaften. Zudem wurde sie Afrikameisterin über 100 und 200 Meter und siegte bei den Afrikaspielen und zählt damit zu den erfolgreichsten Leichtathletinnen ihres Landes.

## Sportliche Laufbahn
Erste internationale Erfahrungen sammelte Marie-Josée Ta Lou-Smith bei den Juniorenafrikameisterschaften 2007 in Ouagadougou, bei denen sie im 100-Meter-Lauf mit 13,21 s in der ersten Runde ausschied. 2010 nahm sie erstmals an den Afrikameisterschaften in Nairobi teil, erreichte aber auch dort nicht die Finals über 100 Meter und im 200-Meter-Lauf. Im Jahr darauf belegte bei den Afrikaspielen in Maputo in 11,66 s den siebte über 100 Meter und wurde über 200 Meter in 24,12 s. Zuvor erreichte sie bei der Sommer-Universiade in Shenzhen jeweils das Viertelfinale. 2012 gewann sie bei den Afrikameisterschaften in Porto-Novo in 23,44 s die Bronzemedaille über 200 Meter hinter den Nigerianerinnen Gloria Asumnu und Lawretta Ozoh sowie in 45,29 s auch in der 4-mal-100-Meter-Staffel hinter Nigeria und Ghana. Zudem erreichte sie über 100 Meter in 11,53 s Rang vier. 2013 nahm sie erneut an den Studentenweltspielen in Kasan teil, wurde dort in 23,63 s Achte über 200 Meter und schied über die kürzere Distanz mit 11,73 s im Halbfinale aus.
2014 holte sie bei den Afrikameisterschaften in Marrakesch in 11,20 s die Bronzemedaille über 100 Meter hinter der Nigerianerin Blessing Okagbare und ihrer Landsfrau Murielle Ahouré. Zudem sicherte sie sich über 200 Meter in 22,87 s die Silbermedaille hinter Ahouré wie auch mit der 4-mal-100-Meter-Staffel in 43,99 s. Anschließend wurde sie beim Leichtathletik-Continentalcup ebendort Vierte über 100 und Fünfte über 200 Meter; in der 4-mal-100-Meter-Staffel wurde sie mit dem afrikanischen Team disqualifiziert. 2015 qualifizierte sie sich erstmals für die Weltmeisterschaften in Peking, bei denen sie im 100-Meter-Lauf mit 11,04 s im Halbfinale ausschied, wie auch über 200 Meter mit 22,56 s. Anschließend siegte sie bei den Afrikaspielen in Brazzaville in 11,02 s und 22,57 s über 100 und 200 Meter und gewann in 43,98 s die Bronzemedaille mit der Staffel hinter den Teams aus Nigeria und Ghana.
2016 nahm sie erstmals an den Hallenweltmeisterschaften in Portland teil und belegte dort in 7,29 s den siebten Platz im 60-Meter-Lauf. Im Juni siegte sie bei den Afrikameisterschaften in Durban in 22,81 s erstmals im 200-Meter-Lauf. Im 100-Meter-Lauf gewann sie in 11,15 s die Bronzemedaille hinter ihrer Landsfrau Murielle Ahouré und der Südafrikanerin Carina Horn. Auch in der 4-mal-100-Meter-Staffel gewann sie in 44,29 s die Bronzemedaille. Damit qualifizierte sie sich erstmals für die Olympischen Spiele in Rio de Janeiro, bei denen sie in 10,86 s im Finale den vierten Platz im 100-Meter-Lauf belegte, wie auch in 22,21 s über 200 Meter. Damit stellte sie zugleich einen neuen ivorischen Landesrekord auf. 2017 führte sie die ivorische 4-mal-100-Meter-Staffel bei den Spielen der Frankophonie im heimischen Abidjan als Schlussläuferin in 44,22 s zum Sieg. Bei den Weltmeisterschaften in London gewann sie mit 10,86 s im Finale die Silbermedaille im 100-Meter-Lauf hinter der US-Amerikanerin Tori Bowie, wie auch über 200 Meter mit neuem Rekord von 22,08 s, diesmal hinter der Niederländerin Dafne Schippers.
2018 holte sie bei den Hallenweltmeisterschaften in Birmingham in persönlicher Bestleistung von 7,05 s die Silbermedaille im 60-Meter-Lauf hinter ihrer Landsfrau Murielle Ahouré. Im August verteidigte sie bei den Afrikameisterschaften in Asaba in 22,50 s ihren Titel über 200 Meter und siegte in 11,15 s auch erstmals über 100 Meter. Zudem gewann sie mit der ivorischen Stafette in 44,40 s die Silbermedaille hinter den Nigerianerinnen. Anschließend wurde sie beim Leichtathletik-Continentalcup in Ostrava in 22,61 s Dritte über 200 Meter und siegte in 11,14 s im 100-Meter-Lauf. Zudem wurde sie mit der afrikanischen Sprintstaffel disqualifiziert. Im Jahr darauf siegte sie bei erneut bei den Afrikaspielen in Rabat in 11,09 s und verteidigte somit ihren Titel von 2015. Kurz darauf musste sie sich über 200 Meter in 23,00 s der Gambierin Gina Bass und Bassant Hemida aus Ägypten geschlagen geben. Ende September gewann sie bei den Weltmeisterschaften in Doha in 10,90 s im Finale über 100 Meter die Bronzemedaille hinter der Jamaikanerin Shelly-Ann Fraser-Pryce und Dina Asher-Smith aus dem Vereinigten Königreich. Anschließend verzichtete sie auf einen Anritt über 200 Meter. 2020 wurde sie beim Bauhaus-Galan in Stockholm in 11,32 s Dritte über 100 Meter und anschließend siegte sie in 11,40 s beim Meeting Pro Athlé Tour de Marseille. Anfang September stellte sie beim Ostrava Golden Spike in Ostrava mit 16,99 s eine neue afrikanische Bestmarke über 150 m auf und wurde kurz darauf in 11,14 s Dritte bei der Golden Gala Pietro Mennea in Rom und gelangte bei der Doha Diamond League nach 11,21 s auf Rang zwei. Im Jahr darauf wurde sie bei den Diamond League Meetings in Stockholm, Florenz und Monaco jeweils Zweite über 200 Meter und über 100 Meter erreichte sie Rang drei in Gateshead und siegte dann in 10,91 s bei den Bislett-Games. Ende Juli verbesserte sie bei den Olympischen Sommerspielen in Tokio im Vorlauf den von ihrer Landsfrau Murielle Ahouré gehaltenen Afrikarekord über 100 Meter um eine Hundertstelsekunde auf 10,78 s und gelangte dann bis in das Finale, in dem sie in 10,91 s erneut den vierten Platz belegte. Auch über 200 Meter erreichte sie den Finallauf und wurde dort nach 22,27 s Fünfte. Während der Eröffnungsfeier (gemeinsam mit dem Taekwondoin Cheick Sallah Cissé) sowie auch der Schlussfeier war sie die Fahnenträgerin ihrer Nation.
2022 wurde sie beim Meeting International Mohammed VI d’Athlétisme de Rabat in 11,04 s Zweite über 100 Meter und anschließend gelangte sie beim Meeting de Paris mit 11,01 s auf Rang drei. Bei den Weltmeisterschaften in Eugene belegte sie mit 10,93 s den siebten Platz im Finale und verzichtete dann auf einen Start über 200 Meter. Im August wurde sie in 11,00 s Dritte beim Memoriał Kamili Skolimowskiej und auch beim Herculis wurde sie mit neuem Afrikarekord von 10,72 s Dritte, wie auch bei der Athletissima mit 10,89 s und beim Memorial Van Damme mit 10,78 s und bei Weltklasse Zürich mit 10,91 s. Zum Saisonabschluss siegte sie in 10,86 s bei der Gala dei Castelli. Im Jahr darauf siegte sie in 10,97 s bei der Golden Gala Pietro Mennea sowie in 10,82 s beim Memoriał Janusza Kusocińskiego. Beim Meeting de Paris wurde sie in 22,34 s Dritte über 200 Meter und kurz darauf siegte sie in 10,75 s bei den Bislett Games sowie in 10,88 s bei der Athletissima und in 10,75 s beim Diamond League-Meeting in London. Im August erreichte sie bei den Weltmeisterschaften in Budapest das Finale über 100 Meter und gelangte mit 10,81 s ein weiteres Mal auf den vierten Platz. Über 200 Meter belegte sie in 22,64 s im Finale den achten Platz und mit der Staffel erreichte sie mit neuem Afrikarekord von 41,90 s ebenfalls das Finale, kam dort aber nicht ins Ziel. Im September wurde sie beim Prefontaine Classic in 11,75 s und 22,10 s jeweils Zweite über 100 und 200 Meter. Bei den World Athletics Relays 2024 auf den Bahamas wurde sie in 42,63 s Zweite im A-Lauf in der 2. Qualifikationsrunde über 4-mal 100 Meter für die Olympischen Spiele in Paris und sicherte damit dem ivorischen Team einen Startplatz. Ende Mai wurde sie bei den Bislett-Games in 22,36 s Zweite über 200 Meter und wenige Tage darauf wurde sie bei der Bauhaus-Galan in 11,16 s Zweite über 100 Meter. Im Juni ging sie bei den Afrikameisterschaften in Douala im Halbfinale über 100 Meter nicht mehr an den Start. Im August gelangte sie bei den Olympischen Sommerspielen in Paris mit 13,84 s im Finale auf Rang acht über 100 Meter. Zudem wurde sie mit der Staffel im Vorlauf disqualifiziert und verzichtete auf einen Start über 200 Meter. Beim Memoriał Kamili Skolimowskiej wurde sie in 10,83 s Zweite über 100 Meter und beim Memorial Van Damme wurde sie in 11,05 s Dritte.

## Persönliche Bestzeiten
- 100 Meter: 10,72 s (+0,4 m/s), 10. August 2022 in Monaco (Afrikarekord)
  - 60 Meter (Halle): 7,02 s, 20. Februar 2019 in Düsseldorf
- 150 Meter: 16,99 s (+0,6 m/s), 8. September 2020 in Ostrava (afrikanische Bestleistung)
- 200 Meter: 22,08 s (+0,8 m/s), 11. August 2017 in London (ivorischer Rekord)
  - 200 Meter (Halle): 24,88 s, 7. März 2013 in Nanjing